# Imécourt
Imécourt település Franciaországban, Ardennes megyében. Lakosainak száma 43 fő (2022. január 1.). Imécourt Bayonville, Buzancy, Champigneulle, Landres-et-Saint-Georges és Verpel községekkel határos.

## Népesség
A település népességének változása:
| Lakosok száma | 99   | 69   | 61   | 54   | 51   | 50   | 47   | 46   | 44   | 43   |
|               | 1968 | 1990 | 2006 | 2011 | 2015 | 2016 | 2018 | 2019 | 2021 | 2022 |